# Kudumalakunte, Gauribidanur
Kudumalakunte là một làng thuộc tehsil Gauribidanur, huyện Chikkaballapur, bang Karnataka, Ấn Độ.